# Stick McGhee
Pour les articles homonymes, voir McGhee.
Stick McGhee (parfois orthographié, à tort, Sticks McGhee), de son vrai nom Granville Henley McGhee (né le 23 mars 1917 (ou 1918,) à Knoxville, Tennessee et mort le 15 août 1961 à New York), est un chanteur et guitariste de blues et de rhythm and blues américain. Frère cadet de Brownie McGhee, il est l'auteur de la chanson Drinkin' Wine Spo-Dee-O-Dee, reprise par de nombreux artistes.

## Biographie
Stick McGhee apprend à jouer de la guitare vers l'âge de treize ans. Il s'engage dans l'armée américaine en 1941, où il est blessé dans le Pacifique. En 1946, il enregistre avec son frère Brownie pour les disques Harlem une chanson à boire dont il atténue un peu les paroles : Drinkin' Wine Spo-Dee-O-Dee. Le titre ne reçoit aucun écho, jusqu'à ce qu'il le réenregistre en 1949, cette fois pour la compagnie Atlantic Records, sous le nom de Stick McGhee & his Buddies. Cette version atteint la 3e place des classements rhythm & blues. Le morceau est repris par Lionel Hampton, Wynonie Harris, Loy Gordon & his Pleasant Valley Boys, Malcolm Yelvington, Johnny Burnette, Jerry Lee Lewis, etc.
Stick McGhee continue d'enregistrer des disques pour Atlantic, mais ne connaît qu'un seul autre succès : une reprise d'un classique de la musique country : Tennessee Waltz Blues en 1951. Il rejoint d'autres maisons de disques à partir de 1952, sans plus de réussite. Son goût prononcé pour l'alcool se retrouve aussi dans les chansons Whiskey, Woman, and Loaded Dice et Head Happy with Wine. Il enregistre son dernier disque en 1960 avec son frère.
Il meurt d'un cancer à 44 ans à l'hôpital des anciens combattants du Bronx. Il lègue sa guitare à son neveu.